# Cryptus capitatus
Cryptus capitatus là một loài tò vò trong họ Ichneumonidae.